# Liste von Friedhofsmuseen
Ein Friedhofsmuseum oder Museumsfriedhof ist ein Friedhof, der teilweise oder als Ganzes zu einem Museum umgewidmet ist, oder ein Museum, dass sich der Sepulkralkultur widmet.

## Liste von Friedhofmuseen

### Friedhofmuseen in Deutschland
- Friedhofsmuseum Kühndorf[1]
- Friedhofsmuseum Hannover[2]
- Grabkreuzmuseum Manfred Bergmeister, Ebersberg[3]
- Museum Friedhof Ohlsdorf, Hamburg[4]
- Museum für Sepulkralkultur, Kassel[5]
- Steinmetzmuseum Scherer, Ulm[6]

### Friedhofmuseen in Frankreich
- Musée Funéraire National, Paris[7]

### Friedhofmuseen in Österreich
- Bestattungsmuseum Wien
- Museumsfriedhof Kramsach (Tirol)[8]

### Friedhofmuseen in der Schweiz
- Sammlung Friedhof Hörnli, Riehen
- Museumsgrabfeld, Bern

### Friedhofmuseen in den Niederlanden
- Nederlands Uitvaart Museum Tot Zover, Amsterdam[9]

### Friedhofmuseen in Großbritannien
- National Funeral Museum, London[10]

### Friedhofmuseen in Spanien
- Museu de Carrosses Funebres, Barcelona[11]

### Friedhofmuseen in Ungarn
- Kegyeleti Múzeum, Budapest[12]

### Friedhofmuseen in den Vereinigten Staaten
- Museum of Funeral Customs, Springfield, Illinois (2009 geschlossen)[13]
- National Museum of Funeral History, Houston, Texas[14]

### Friedhofmuseen in Lateinamerika
- Museo Cementerio San Pedro, Medellín, Kolumbien
- Museo de las Momias de Guanajuato, Mexiko